# Liste der IDA International Dark Sky Places
International Dark Sky Places (IDSP) sind diejenigen Lichtschutzgebiete, die die International Dark Sky Association (IDA) ausweist.
Die IDA hat bisher (Stand Ende 2018) über 100 Gebiete prämiert, umfangreiche im Ausmaß eines ganzen Landstrichs bis hin zu kleinen Beobachtungsplätzen. 2020 wurde erstmals mit Niue ein ganzer Staat zu einem Dark Sky-Gebiet erklärt.

## Zum Begriff der Schutzgebiete der IDA
Die International Dark Sky Association ist eine von Astronomen in Tucson, Arizona, gegründete, heute in zahlreichen Ländern engagierte gemeinnützige Organisation gegen Lichtverschmutzung und zur Förderung eines schönen Sternenhimmels.
Die IDA hat fünf Klassen von Schutzgebietsausweisungen definiert:
- International Dark Sky Reserve (IDSR): Öffentliches oder privates Land mit herausragendem oder besonderem Sternenhimmel und einer nächtlichen Umwelt, die speziell aus wissenschaftlichen, ökologischen, bildenden, kulturellen Gründen, als Kulturerbe oder zu Erholungszwecken in großem Umfeld geschützt ist. Ein IDSR besteht aus einer Kernzone, in der die Mindestanforderungen an Himmelsqualität und natürliche Dunkelheit erreicht werden, und einem Umfeld, das die Dunkelheitswerte der Kernzone stützt und von ihr profitiert. Es bildet sich als Partnerschaft der Grundbesitzer oder -verwalter, die den Wert des Sternenhimmels durch Regelwerk, förmliche Zustimmung oder langfristige Planung anerkennen.[3] Entspricht dem Konzept eines allgemeinen „[Natur-]Schutzgebiets“. Das Prädikat wird seit 2008 vergeben.[Q 1]
- International Dark Sky Park (IDSP): Ein Park oder anderes öffentliches Land mit herausragendem Sternenhimmel und natürlichen nächtlichem Habitat, wo Lichtverschmutzung vermindert und nächtliche Dunkelheit als wichtige bildende, kulturelle, landschaftliche und natürliche Ressource erachtet wird.[4] Diesen Titel gibt es seit 2006.[Q 2]
- International Dark Sky Community (IDSC): Eine Stadt oder Gemeinde, die herausragendes Engagement für die Erhaltung des Nachthimmels durch Einführung und Umsetzung von Maßregeln zu qualitativ hochwertiger Beleuchtung, Bildung und Bürgerbeteiligung zeigt.[5] Die erste Lichtschutzgemeinde wurde 2001 ausgewiesen.[Q 3]
- International Dark Sky Sanctuary (IDSS): Öffentliches oder privates Land von herausragenden Qualität nächtlicher Dunkelheit, geschützt aus Gründen von Wissenschaft, Naturschutz, Bildung, Kulturgutschutz oder öffentlicher Erholung.[6] Typischerweise extrem abgelegen; entspricht dem im Deutschen als „[strenges] Reservat“ bezeichneten Konzept.[Q 4]
- Urban Night Sky Places: Ein öffentlicher Park oder Freiraum, Beobachtungsplatz oder Ähnliches in oder nahe einem großen urbanen Raum, der ein Nachterlebnis inmitten künstlichen Lichts vermitteln sollen.[7] Junge Kategorie, noch keine Einträge (Stand Anfang 2019).[Q 5]

Außerdem prämiert die IDA unter Dark Sky Friendly Developments of Distinction diverse Maßnahmen zum Lichtschutz, die aber keine Lichtschutzgebiete im eigentlichen Sinne ergeben.
Die ersten beiden Prädikate werden in Form einer Zertifizierung in Gold, Silber und Bronze vergeben, die Grenzwerte der Beobachtung wie noch erkennbare scheinbare Helligkeit (Magnitude) oder allgemeiner Himmelshelligkeit (Bortle-Skala oder Unihedron-Messung) darstellen.

## Liste der International Dark Sky Places
- Kl. … IDA-Klasse
- K … Geokoordinaten des Gebietsmittelpunkts[Q 6][Q 7]
- Fl. … Fläche in Hektar (Landgebiet)[10]
- seit … ausgewiesen seit
- Rang der Auszeichnung (IDS-Sanctuaries vorgereiht; Gold, Silber, Bronze);
- DSAG-Klassen:[Q 6] 1 … Starlight Reserve (um Observatorien); 2 … Dark Sky Park (a … ökologischer Schutz; b … sakrale Stätte; c … Landschaft); 3 … Dark Sky Heritage Site (Kulturerbestätte); 4a/b … Dark Sky Outreach Site (öffentliche Orte, a … Ort, b … ländlich); 5 … Dark Sky Reserve (lokale Initiative); 6 … Dark Sky Community (Lichtschutzgemeinde, a … Ort, b … ländlicher Raum)
- Anmerkungen: naturschutzrechtlicher Schutz und Anmerkungen (sortiert sich nach internationalem Schutz sowie nach höchster IUCN-Kategorie für allgemeinen Naturschutz)

| Kl.    | Bezeichnung                                                                      | Land                   | K   | Fl.         | seit        |        |    | Anmerkungen |
| ------ | -------------------------------------------------------------------------------- | ---------------------- | --- | ----------- | ----------- | ------ | -- | --- |
| IDSR   | !Ae!Hai Kalahari Heritage Park                                                   | Botswana               |     |             | Apr. 2019   |        |    | Kgalagadi-Transfrontier-Nationalpark |
| IDSC   | Beverly Shores                                                                   | Vereinigte Staaten     |     | 1.510 0     | Mai 2014    | –      | 6a | am Lake Michigan; in Indiana Dunes NP |
| IDSC   | Big Park / Village of Oak Creek                                                  | Vereinigte Staaten     |     | 1.176 0     | Feb. 2016   | –      | 6a | nahe Sedona IDS-Community |
| IDSC   | Bon Accord                                                                       | Kanada                 |     | 211 0       | Aug. 2015   | –      | 6a | Vorort von Edmonton |
| IDSC   | Borrego Springs                                                                  | Vereinigte Staaten     |     | 11.242,8    | Aug. 2009   | –      | 6a | umgeben von Anza-Borrego Desert IDS-Park (Astronomy Park)/SP; |
| IDSC   | Camp Verde                                                                       | Vereinigte Staaten     |     | 11.170 0    | Mai 2018    | –      | 6a | unweit Flagstaff IDS-Community |
| IDSC   | [Isle of] Coll                                                                   | Vereinigtes Königreich |     | 7.700 0     | Dez. 2013   | –      | 6a | mit SG der Royal Society for the Protection of Birds |
| IDSC   | Dripping Springs                                                                 | Vereinigte Staaten     |     | 30.300 0    | Feb. 2014   | –      | 6a | bei Austin |
| IDSC   | Flagstaff                                                                        | Vereinigte Staaten     |     | 25.500 0    | Okt. 2001   | –      | 6a | erste IDS-Community; Lowell und U.S. Naval Observatory (dafür Licht-SG seit 1958); nahe Flagstaff Area IDS-Park, auch Sedona, Big Park/Oak Creek, Camp Verde IDS-Communities |
| IDSC   | Fountain Hills                                                                   | Vereinigte Staaten     |     | 5.273 0     | Jan. 2018   | –      | 6a | Vorort von Phoenix |
| IDSC   | Fulda                                                                            | Deutschland            |     | 10.404 0    | Jan. 2019   | –      | 6a | begleitende Maßnahmen zum Sternenpark Rhön (IDSR) |
| IDSC   | Homer Glenn                                                                      | Vereinigte Staaten     |     | 5.750 0     | Nov. 2011   | –      | 6a | Vorort von Chicago |
| IDSC   | Horseshoe Bay                                                                    | Vereinigte Staaten     |     | 3.010 0     | Nov. 2015   | –      | 6a | bei Austin |
| IDSC   | Ketchum                                                                          | Vereinigte Staaten     |     | 843 0       | Okt. 2017   | –      | 6a | zu Central Idaho IDS-Park; in Sawtooth NF |
| IDSC   | Moffat                                                                           | Vereinigtes Königreich |     | 14.700 0    | Feb. 2016   | –      | 6a | zu Galloway Forest IDS-Park |
| IDSC   | Møn and Nyord (Møn og Nyord)                                                     | Dänemark               |     | 22.300 0    | März 2017   | –      | 6a | Insel Møn mit Nyord; mit IDS-Park (Doppelausweisung); in Møn BR; teilw. N2000 u. a.                                                                                          |
| IDSC   | [Isle of] Sark                                                                   | Vereinigtes Königreich |     | 545 0       | Jan. 2011   | –      | 6a | Kanalinsel, erste IDA-Lichtschutzgemeinde Europas |
| IDSC   | Sedona                                                                           | Vereinigte Staaten     |     | 4.970 0     | Aug. 2014   | –      | 6a | nahe Big Park/Oak Creek IDS-Community |
| IDSC   | Thunder Mountain Pootseev Nightsky (Kaibab Paiute Reservation)                   | Vereinigte Staaten     |     | 48.890 0    | Mai 2015    | –      | 6a | erstes indigenes Schutzgebiet (Kaibab Paiute); |
| IDSC   | Torrey                                                                           | Vereinigte Staaten     |     | 130 0       | Jan. 2018   | –      | 6a | zum Capitol Reef IDS-Park |
| IDSC   | Westcliffe and Silver Cliff                                                      | Vereinigte Staaten     |     | 43.300 0    | März 2015   | –      | 6a | Wet Mountain Valley: Westcliffe, Silver Cliff |
| IDSC   | Wimberley Valley                                                                 | Vereinigte Staaten     |     | 97.600 0    | Juni 2018   | –      | 6a | Wimberley, Woodcreek; bei Austin–San Antonio |
| IDSP   | Albanyà                                                                          | Spanien                |     | 9.440 0     | Juni 2017   | Silber | 2c | mit Observatori Astronòmic Bassegoda Park, Licht-SG seit 2015 (Starlight Foundation); in PEIN Alta Garrotxa                                                                  |
| IDSP   | Antelope Island State Park                                                       | Vereinigte Staaten     |     | 11.650 0    | Mai 2017    |        | 2a | Great Salt Lake, SP |
| IDSP   | Anza-Borrego Desert State Park                                                   | Vereinigte Staaten     |     | 237.100 0   | Jan. 2018   |        | 2a | Astronomy Park um Borrego Springs IDS-Community; in Mojave and Colorado Deserts BR; Anza-Borrego Desert SP;                                                                  |
| IDSP   | Ballycroy National Park and Wild Nephin Wilderness (Mayo)                        | Irland                 |     | 15.000 0    | Mai 2016    | Gold   | 2a | in Ballycroy NP, Wild Nephin WA, Owenduff/Nephin Complex SPA (N2000) |
| IDSP   | Big Bend National Park                                                           | Vereinigte Staaten     |     | 324.219 0   | Feb. 2012   | Gold   | 2a | angrenzend an Big Bend Ranch State Park IDSP; BR/NP |
| IDSP   | Big Bend Ranch State Park                                                        | Vereinigte Staaten     |     | 127.651 0   | Nov. 2017   | Gold   | 1  | staatl. Out-Door-Park; angrenzend an Big Bend National Park IDSP; SP |
| IDSP   | Black Canyon of the Gunnison National Park                                       | Vereinigte Staaten     |     | 12.445 0    | Sep. 2015   |        | 2a | NP |
| IDSP   | Bodmin Moor                                                                      | Vereinigtes Königreich |     | 43.460 0    | Juli 2017   |        | 5  | als Dark Sky Landscape geführt, in Cornish/West Devon Mining WHS (Kulturlandschaft); in Cornwall AONB                                                                        |
| IDSP   | Bükk                                                                             | Ungarn                 |     | 43.130 0    | Juni 2017   |        | 2a | ungar. Bükk Csillagoségbolt-park (‚Starry-Sky Park‘); NP |
| IDSP   | Canyonlands National Park                                                        | Vereinigte Staaten     |     | 136.600 0   | Aug. 2015   | Gold   | 2a | benachbart Dead Horse Point IDSP; NP |
| IDSP   | Capitol Reef National Park                                                       | Vereinigte Staaten     |     | 98.000 0    | Apr. 2015   | Gold   | 2a | dazu Torrey IDS-Community; NP |
| IDSP   | Capulin Volcano National Monument                                                | Vereinigte Staaten     |     | 321 0       | Aug. 2016   | Gold   | 2a | nahe Clayton Lake IDSP; NM |
| IDSP   | Cedar Breaks National Monument                                                   | Vereinigte Staaten     |     | 2.941 0     | Jan. 2017   |        | 2c | NM |
| IDSP   | Chaco Culture National Historical Park                                           | Vereinigte Staaten     |     | 13.749 0    | Aug. 2013   | Gold   | 3  | Anasazi-Kultur; WHS/NHP |
| IDSP   | Copper Breaks State Park                                                         | Vereinigte Staaten     |     | 768,4       | Aug. 2014   | Gold   | 2a | SP |
| IDSP   | Craters of the Moon National Monument                                            | Vereinigte Staaten     |     | 21.618 0    | Sep. 2017   | Silber | 2a | Teil des NM |
| IDSP   | De Boschplaat                                                                    | Niederlande            |     | 4.000 0     | Juni 2015   |        | 2a | Dark Sky Terschelling; Waddenzee BR; ENR Boschplaat; teilw. Duinen Terschelling RS/N2000                                                                                     |
| IDSP   | Dead Horse Point State Park                                                      | Vereinigte Staaten     |     | 2.170 0     | Juni 2016   |        | 2a | benachbart Canyonlands IDSP; SP |
| IDSP   | Death Valley National Park                                                       | Vereinigte Staaten     |     | 1.362.800 0 | Feb. 2013   | Gold   | 2a | in Mojave and Colorado Deserts BR; NP |
| IDSP   | Elan Valley Estate (Cwm Elan)                                                    | Vereinigtes Königreich |     | 18.000 0    | Juli 2015   | Silber | 2a | Wasser-SG für Birmingham; in Elenydd-Mallaen SPA (N2000), Cambrian Mountains ESA; mit Claerwen NNR, div. SAC (N2000), SSSI                                                   |
| IDSP   | Cherry Springs State Park                                                        | Vereinigte Staaten     |     | 33 0        | Juni 2008   | Gold   | 2a | Licht-SG seit 2000 (Penn. Dept. of Conservation and Natural Resources); SP, in Susquehannock SF                                                                              |
| IDSP   | Clayton Lake State Park                                                          | Vereinigte Staaten     |     | 190 0       | Juni 2010   | Gold   | 2a | mit Star Point Observatory; nahe Capulin Volcano IDSP; SP |
| IDSP   | Enchanted Rock State Natural Area                                                | Vereinigte Staaten     |     | 665 0       | Aug. 2014   | Gold   | 2a | SP (SNA) |
| IDSP   | Flagstaff Area National Monuments                                                | Vereinigte Staaten     |     | 16.994 0    | Mai 2016    |        | 2a | Drei Gebiete: Walnut Canyon, Sunset Crater Volcano, Wupatki NM; bei Flagstaff IDS-Community                                                                                  |
| IDSP   | Galloway Forest Park                                                             | Vereinigtes Königreich |     | 80.700 0    | Nov. 2009   | Gold   | 5  | mit Scottish International Dark Sky Observatory; mit Moffat IDS-Community; in Galloway and South Ayrshire BR; CP                                                             |
| IDSP   | [Geauga] Observatory Park                                                        | Vereinigte Staaten     |     | 418,4       | Aug. 2011   | Silber | 1  | am Lake Erie; für das Oberle Observatory & Robert McCullough Science Center in Montville (ehem. Nassau Observatory, Licht-SG seit 2008)                                      |
| IDSP   | Goblin Valley State Park                                                         | Vereinigte Staaten     |     | 1.479 0     | Sep. 2016   | Gold   | 2a | SP |
| IDSP   | Glacier National Park                                                            | Vereinigte Staaten     |     | 410.077 0   | Apr. 2017   |        | 2a | Teil des Waterton-Glacier International Peace Park IDS (Kanada/USA), auch WHS/BR; NP                                                                                         |
| IDSP   | Grand Canyon National Park                                                       | Vereinigte Staaten     |     | 492.608 0   | Juni 2016   | ~      | 2a | provisorisch bis 2019; NP |
| IDSP   | Grand Canyon-Parashant National Monument (Parashant)                             | Vereinigte Staaten     |     | 424.242 0   | März 2014   | Gold   | 2a | Parashant International Night Sky Province (ehem. als IDS-Reserve); NM |
| IDSP   | Great Basin National Park                                                        | Vereinigte Staaten     |     | 31.230 0    | Mai 2016    | Gold   | 2a | NP |
| IDSP   | [The] Headlands                                                                  | Vereinigte Staaten     |     | 242,8       | Mai 2011    | Silber | 2a | in Mackinaw City am Lake Michigan, CP |
| IDSP   | Hortobágy                                                                        | Ungarn                 |     | 82.000 0    | Jan. 2011   | Silber | 2a | ungar. Hortobágyi Csillagoségbolt-park (‚Starry-Sky Park‘); WHS/NP, teilweise BR, RS                                                                                         |
| IDSP   | Hovenweep National Monument                                                      | Vereinigte Staaten     |     | 318 0       | Juli 2014   | Gold   | 3  | mehrere Teilgebiete; NM |
| IDSP   | Iriomote-Ishigaki National Park                                                  | Japan                  |     | 40.653 0    | März 2018   |        | 2a | auf den Yaeyama-Inseln; NP (jap. Iriomote-Ishigaki Kokuritsu Kōen); WHS-Kandidat (2017)                                                                                      |
| IDSP   | Joshua Tree National Park                                                        | Vereinigte Staaten     |     | 319.960 0   | Aug. 2017   | Silber | 2a | NP |
| IDSP   | Kartchner Caverns State Park                                                     | Vereinigte Staaten     |     | 290 0       | Aug. 2017   | Silber | 2a | NP |
| IDSP   | Kissimmee Prairie Preserve State Park                                            | Vereinigte Staaten     |     | 21.800 0    | Jan. 2016   |        | 2a | unweit Harmony (IDA Developments); SP |
| IDSP   | Lauwersmeer                                                                      | Niederlande            |     | 6.010 0     | Okt. 2016   |        | 2a | NP/N2000 |
| IDSP   | Mayland Earth to Sky Park & Bare International Dark Sky Observatory (Blue Ridge) | Vereinigte Staaten     |     | 2,4         | Feb. 2014   |        | 4b | Bare Dark Sky Observatory, ehem. Blue Ridge Observatory and Star Park; EnergyXchange                                                                                         |
| IDSP   | Middle Fork River Forest Preserve                                                | Vereinigte Staaten     |     | 688 0       | Nov. 2018   |        | 2a | FP |
| IDSP   | Møn and Nyord (Møn og Nyord)                                                     | Dänemark               |     | 2.284 0     | März 2017   |        | 2a | mehrere Teilgebiete (Nyord–Ulvshale und Høje Møn); in IDS-Community (Doppelausweisung), Møn BR, N2000 u. a.                                                                  |
| IDSP   | Natural Bridges National Monument                                                | Vereinigte Staaten     |     | 3.091 0     | März 2006   | Gold   | 2a | erster IDS-Park; Anasazi-Kultur; NM |
| IDSP   | Newport State Park                                                               | Vereinigte Staaten     |     | 960 0       | Juni 2017   |        | 2a | am Lake Michigan; SP |
| IDSP   | Northumberland [National Park and Kielder Water & Forest Park]                   | Vereinigtes Königreich |     | 159.200 0   | Juli 2013   |        | 2c | mit Kielder Observatory; Northumberland NP, Kielder W&FP |
| IDSP   | Obed Wild and Scenic River                                                       | Vereinigte Staaten     |     | 2.023 0     | Nov. 2017   |        | 2c | am Obed River, nahe Staunton River IDS-Park; WSR |
| IDSP   | Oracle State Park                                                                | Vereinigte Staaten     |     | 1.619 0     | Nov. 2014   |        | 2a | bei Tucson; SP |
| IDSP   | Petrified Forest National Park                                                   | Vereinigte Staaten     |     | 594.600 0   | Juni 2018   |        | 2a | NP; WHS-Kandidat (2008) |
| IDSP   | Pickett CCC Memorial State Park & Pogue Creek Canyon State Natural Area          | Vereinigte Staaten     |     | 1.600 0     | Mai 2015    | Silber | 2a | zwei Teilgebiete: Pickett Civilian Conservation Corps Memorial (CCCM) SP, in Pickett State Forest; Pogue Creek Canyon SNA                                                    |
| IDSP   | Ramon Crater (Machtesch Ramon)                                                   | Israel                 |     | 110.000 0   | Sep. 2017   | Silber | 2c | NR, umfasst Teile von Har Ha'Negev und Matsuk Ha-Zsinim NR |
| IDSP   | Salinas Pueblo Missions National Monument                                        | Vereinigte Staaten     |     | 436 0       | Okt. 2016   |        | 3  | drei Teilgebiete (Quarai, Abo, Gran Quivira); NM |
| IDSP   | South Llano River State Park                                                     | Vereinigte Staaten     |     | 1.050 0     | Feb. 2017   |        | 2c | am South Llano River; nahe UBarU Camp and Retreat IDS-Park; SP |
| IDSP   | Staunton River State Park                                                        | Vereinigte Staaten     |     | 945 0       | Juli 2015   |        | 2a | Public-Viewing-Spot; nahe Obed River IDS-Park; SP |
| IDSP   | Steinaker State Park                                                             | Vereinigte Staaten     |     | 923,9       | Jan. 2018   |        | 2a | SP |
| IDSP   | Stephen C. Foster State Park                                                     | Vereinigte Staaten     |     | 32 0        | Nov. 2016   |        | 2a | im Okefenokee; in SP |
| IDSP   | Tomintoul and Glenlivet – Cairngorms                                             | Vereinigtes Königreich |     | 23.000 0    | Nov. 2018   | Gold   | 5  | teilweise in Cairngorm Lochs RS/Cairngorms NP |
| IDSP   | Tumacácori National Historical Park                                              | Vereinigte Staaten     |     | 150 0       | Mai 2018    |        | 3  | NHP mit NHL (drei Teilgebiete) |
| IDSP   | UBarU Camp and Retreat Center                                                    | Vereinigte Staaten     |     | 57,5        | Nov. 2015   |        | 4b | westl. von Austin; priv. (Unitarian Universalists Texas); nahe South Llano River IDS-Park;                                                                                   |
| IDSP   | Warrumbungle National Park                                                       | Australien             |     | 23.312 0    | Juli 2016   | Gold   | 2a | NP; für das Mount Stromlo und das Siding Spring Observatory |
| IDSP   | Waterton Lakes National Park                                                     | Kanada                 |     | 50.500 0    | Apr. 2017   |        | 2a | Teil des Waterton-Glacier International Peace Park IDS (Kanada/USA), auch WHS/BR; NP                                                                                         |
| (IDSP) | Waterton-Glacier International Peace Park                                        | Kanada/USA             |     | 460.600 0   | Apr. 2017   |        | 2a | erstes grenzüberschreitendes IDS-Gebiet (vorerst als IDS-Park eingestuft); Peace Park (seit 1932)/WHS/BR; Waterton Lakes NP (Kanada) und Glacier NP (USA) IDS-Parks          |
| IDSP   | Weber County North Fork Park                                                     | Vereinigte Staaten     |     | 1.000 0     | Apr. 2015   | Bronze | 2a | in einem Wintersportgebiet; CP |
| IDSP   | Winklmoosalm                                                                     | Deutschland            |     | 79 0        | Apr. 2018   |        | 2c | dt. Sternenpark |
| IDSP   | Yeongyang Firefly Eco Park                                                       | Südkorea               |     | 390 0       | Okt. 2015   |        | 4b | in Wangpicheon ELC |
| IDSP   | Zselic                                                                           | Ungarn                 |     | 9.042 0     | Nov. 2009   | Silber | 2a | ungar. Zselici Csillagoségbolt-park (‚Starry-Sky Park‘); seit 2006 (Ungar. Astronom. Ges.); mit Zselici TK (LSG)                                                             |
| IDSR   | Aoraki Mackenzie                                                                 | Neuseeland             |     | 436.700 0   | Okt. 2012   | Gold   | 1  | für das Mt John Observatory; teils Aoraki/Mount Cook NP |
| IDSR   | Bannau-Brycheiniog-Nationalpark                                                  | Vereinigtes Königreich |     | 134.679 0   | Feb. 2013   | Silber | 5  | NP |
| IDSR   | Central Idaho                                                                    | Vereinigte Staaten     |     | 366.800 0   | Dez. 2017   | Gold   | 5  | mit Ketchum IDS-Community; mit Sawtooth und White Clouds WA und Sawtooth NRA, in Sawtooth NF                                                                                 |
| IDSR   | Cévennes National Park (Parc National des Cévennes)                              | Frankreich             |     | 360.000 0   | Aug. 2018   |        | 5  | frz. RICE; PM (WHS) Les Causses et les Cévennes; RB Cévennes; teils PN |
| IDSR   | Exmoor National Park                                                             | Vereinigtes Königreich |     | 69.280 0    | Okt. 2011   | Silber | 5  | mit Norman Lockyer Observatory; in Braunton Burrows-North Devon BR; NP |
| IDSR   | Kerry                                                                            | Irland                 |     | 700.000 0   | Jan. 2014   |        | 2c | Iveragh Peninsula, mit Kerry GeoPk, Derrynane NHP (Megalithen) |
| IDSR   | Mont Mégantic                                                                    | Kanada                 |     | 530.000 0   | Sep. 2007   | Silber | 1  | frz. RICE; erstes IDS-Reserve; für das Observatoire du Mont Mégantic; enthält IBA/PN Mont-Mégantic mit RÉ Samuel-Brisson                                                     |
| IDSR   | Moore’s Reserve (South Downs)                                                    | Vereinigtes Königreich |     | 162.700 0   | Mai 2016    |        | 5  | South Downs NP |
| IDSR   | NamibRand Nature Reserve                                                         | Namibia                |     | 202.200 0   | Juni 2012   | Gold   | 2a | erstes Licht-SG Afrikas; priv. SG unter öffentlicher Verwaltung |
| IDSR   | Pic du Midi                                                                      | Frankreich             |     | 311.200 0   | Dez. 2013   |        | 1  | frz. RICE; für das Observatoire du Pic du Midi; umfasst WHS Pyrénées-Mont Perdu, PN Pyrénées                                                                                 |
| IDSR   | Rhön                                                                             | Deutschland            |     | 172.000 0   | Aug. 2014   |        | 5  | dt. Sternenpark; in BR Rhön, NPk Bayerische Rhön; drei Teilgebiete (Hohe Geba, Lange Rhön, Schwarze Berge)                                                                   |
| IDSR   | Snowdonia National Park                                                          | Vereinigtes Königreich |     | 213.200 0   | Dez. 2015   | Silber | 5  | Castles and Town Walls of King Edward in Gwynedd WHS; in NP |
| IDSR   | Westhavelland                                                                    | Deutschland            |     | 74.900 0    | Feb. 2014   |        | 5  | dt. Sternenpark; in NPk Westhavelland |
| IDSS   | Aotea / Great Barrier Island                                                     | Neuseeland             |     | 28.500 0    | Juni 2017   | –      | 6b | mit Aotea CP, teilw. in Hauraki Gulf MP |
| IDSS   | Cosmic Campground                                                                | Vereinigte Staaten     |     | 1,4         | Jan. 2016   | –      | 2a | im Gila NF |
| IDSS   | Devils River State Natural Area – Del Norte Unit                                 | Vereinigte Staaten     |     | 8.088 0     | Jan. 2019   | –      | ?  | im Devils River SNA |
| IDSS   | Gabriela Mistral                                                                 | Chile                  |     | 36.423 0    | Aug. 2015   | –      | 1  | erstes IDS-Sanctuary; für die AURA Observatorien; priv. Rsv El Totoral |
| IDSS   | Rainbow Bridge National Monument                                                 | Vereinigte Staaten     |     | 65 0        | Apr. 2018   | –      | 2b | NM/RHP; in Glen Canyon NCA |
| IDSS   | Stewart Island / Rakiura                                                         | Neuseeland             |     | 174.600 0   | Jan. 2019   | –      | 2a | gutteils Rakiura NP |
| 105    | gesamt                                                                           | gesamt                 | ca. | 9.730.000 0 | (Jan. 2019) |        |    | |

Stand und Quellen: Januar 2018: IDA DSAG:
1. 1 2 3  
frz. Réserve internationale de ciel étoilé (RICE)

## Ehemalige Ausweisungen und unklarer Status
- IDSP Goldendale Observatory Park (Vereinigte Staaten  ): 2 ha, Juni 2010–2016/17 (, DSAG 5) – für das Goldendale Observatory; SP; aberkannt aufgrund mangelhafter Berichte.[34]
- IDSP Nationalpark Eifel[35] (Deutschland ): 10.700 ha, Februar 2014–2018 (DSAG 2a) – dt. Sternenpark, Sternenregion Eifel; NP;  Status war provisorisch; soll zum IDS-Reserve (Sternenreservat) weiterentwickelt werden
- IDSP Big Cypress National Preserve[36] (Vereinigte Staaten  ): 296.278 ha, Oktober 2016–2018 (DSAG 2a) – in den Everglades; NPr; nicht mehr in der Liste geführt

## Anmerkung
1. ↑  Anmerkung: Dieser Artikel enthält Schriftzeichen aus dem Alphabet der im südlichen Afrika gesprochenen Khoisansprachen. Die Darstellung enthält Zeichen der Klicklautbuchstaben ǀ, ǁ, ǂ und ǃ. Nähere Informationen zur Aussprache langer oder nasaler Vokale oder bestimmter Klicklaute finden sich z. B. unter Khoekhoegowab.